# Erkebulan Seýdaxmet
Erkebulan Qaýratulı Seýdaxmet (in kazako Еркебұлан Қайратұлы Сейдахмет?; Taraz, 4 febbraio 2000) è un calciatore kazako, centrocampista dell'Aqtöbe.

## Carriera

### Club
Ha debuttato con il Tazar nel campionato kazako il 1º aprile 2017 contro il Tobol.
Nel 2018 si trasferisce nel campionato russo all'Ufa fino al 2019 anno in cui viene acquistato in prestito al Levski Sofia. Attualmente gioca nel Qayrat.

### Nazionale
Ha giocato nelle nazionali giovanili kazake Under-17, Under-19 ed Under-21.
Con il Kazakistan gioca da titolare la partita di UEFA Nations League, in Lega D, contro l'Andorra sbloccando il risultato e segnando il gol numero 200 della competizione.

## Palmarès

### Club

#### Competizioni nazionali
- Campionato kazako: 2

Qaırat: 2020, 2024
- Coppa del Kazakistan: 1

Qaırat: 2021